# Chęciny

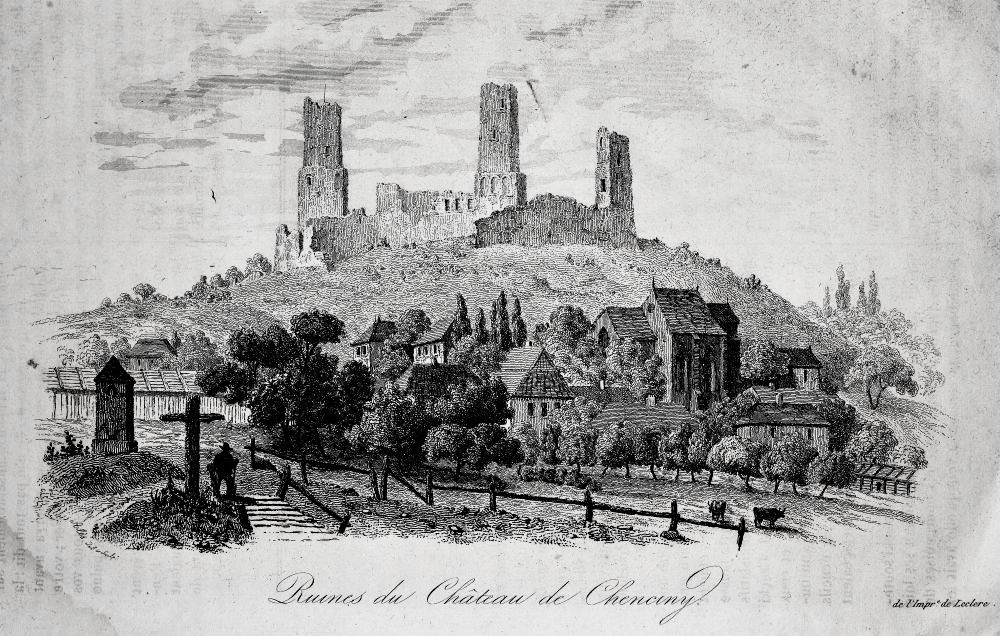
Widok Chęcin w 1835 roku.

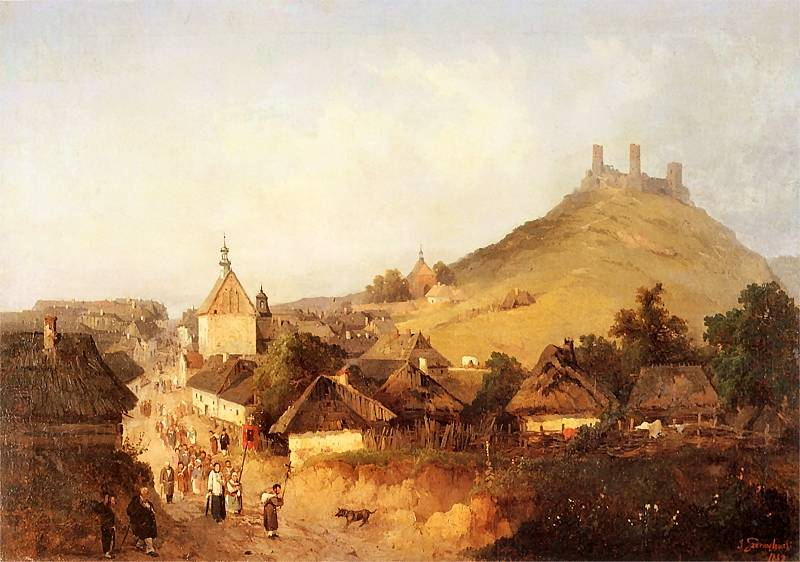
Chęciny, mal. J. Szermentowski, 1857 rok, MN Kielce

Chęciny – miasto w Polsce położone w województwie świętokrzyskim, w powiecie kieleckim, siedziba gminy miejsko-wiejskiej Chęciny. Położone około 15 kilometrów od Kielc, na Wyżynie Kieleckiej, historycznie w Małopolsce.
Według danych z 31 grudnia 2022 roku miasto zajmowało powierzchnię 14,13 km² i liczyło 4316 mieszkańców, z czego liczba mężczyzn wynosiła 2103 osób (48,7%), zaś kobiet – 2213 (51,3%). Gęstość zaludnienia wynosiła 305 osób/km².

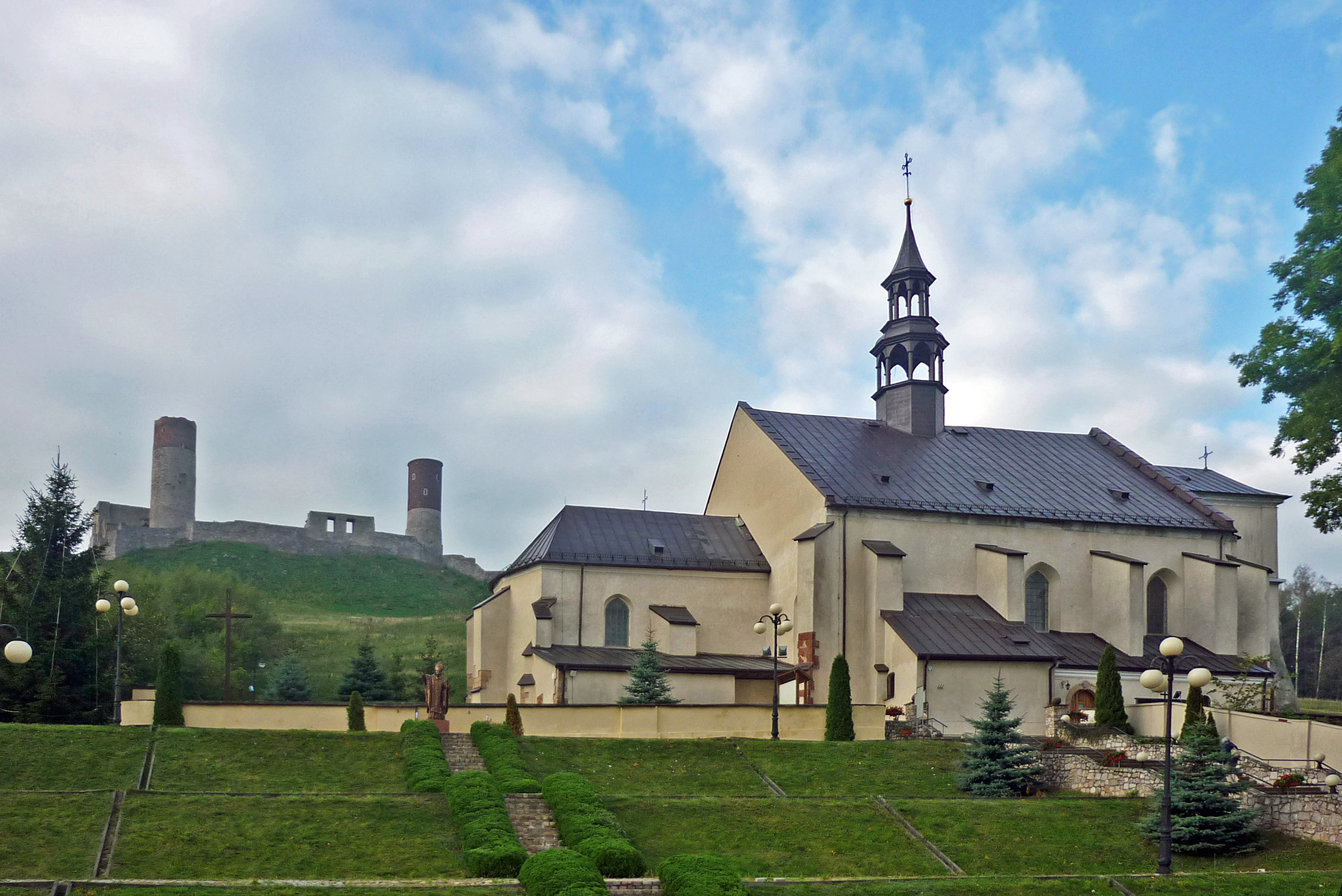

Pierwsza wzmianka o wsi Chęciny pochodzi z 1275 roku. Chęciny uzyskały lokację miejską po 1306 roku. Miasto królewskie w powiecie chęcińskim województwa sandomierskiego w drugiej połowie XVI wieku. Od końca XIV wieku do upadku I Rzeczypospolitej, miasto było siedzibą szlacheckich sądów ziemskich i grodzkich. Najważniejszym zabytkiem są ruiny zamku królewskiego z przełomu XIII i XIV wieku. Zamek pozostaje ruiną od XVIII wieku. Miasto rządowe Królestwa Kongresowego, położone było w 1827 roku w powiecie kieleckim, obwodzie kieleckim województwa krakowskiego. Do 1954 roku siedziba gminy Korzecko.

## Położenie
Miasto leży w środkowej części województwa świętokrzyskiego, w zachodniej części Gór Świętokrzyskich, między Pasmem Chęcińskim, a Pasmem Zelejowskim.
Historycznie należy do Małopolski. Leżało w ziemi sandomierskiej, następnie w województwie sandomierskim, gdzie było siedzibą powiatu stanowiącego część ziemi radomskiej. W latach 1919–1939 i 1945–1998 miasto administracyjnie należało do województwa kieleckiego. Od 1999 roku należy administracyjnie do województwa świętokrzyskiego.
Na terenie obszaru miejskiego Chęcin znajdują się również leżące na północy Zelejowa i Sitkówka.

## Gospodarka
Miasto jest ośrodkiem przemysłu materiałów budowlanych. W jego okolicach eksploatowany jest wapień, tzw. marmur chęciński. Rozwija się tu także przemysł spożywczy.

## Komunikacja
Najbliższa stacja kolejowa znajduje się 5,4 kilometra od miasta, w miejscowości Radkowice. Do Chęcin kursują autobusy komunikacji miejskiej z Kielc linii 31 oraz T (linia okresowa relacji Kielce-Tokarnia, autobusy kursują między kwietniem/majem a październikiem), a także busy prywatnych przewoźników. W Chęcinach krzyżują się drogi do Kielc, Małogoszcza i Morawicy. Na wschód od miasta biegnie droga ekspresowa S7.

## Turystyka

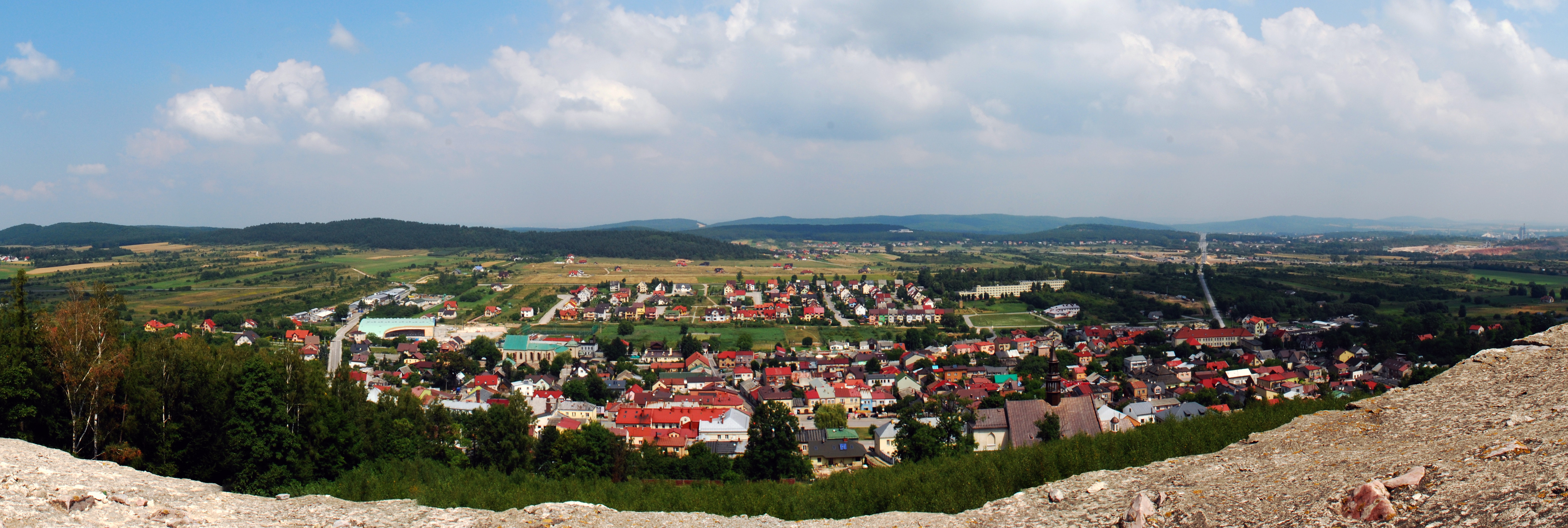
Panorama miasta z murów Zamku

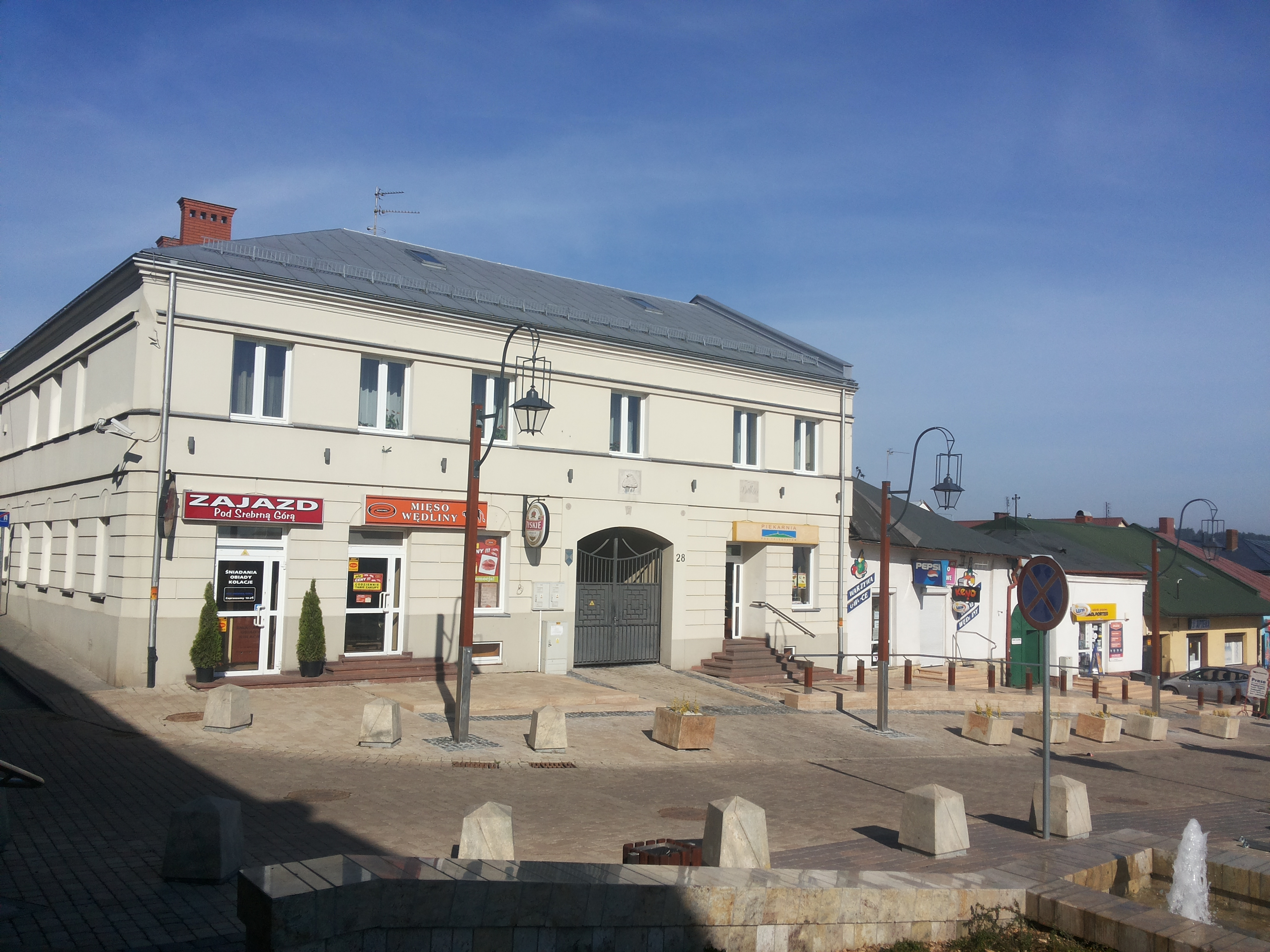
Zespół domu zajezdnego „Pod Srebrną Górą”

Miasto położone jest między Pasmem Chęcińskim a Pasmem Zelejowskim Gór Świętokrzyskich, co zachęca do uprawiania turystyki. Z Chęcin wytyczone są szlaki piesze prowadzące m.in. na Górę Zamkową i do jaskini Raj.
W mieście funkcjonują schroniska młodzieżowe. Uzupełnieniem bazy noclegowej Chęcin są gospodarstwa agroturystyczne w pobliskim Korzecku oraz Podzamczu.
Chęciny są punktem początkowym  czerwonego szlaku turystycznego prowadzącego do Kielc,  niebieskiego szlaku turystycznego prowadzącego do Łagowa oraz  żółtego szlaku turystycznego prowadzącego do Wiernej Rzeki.

## Kultura i sport
W czerwcu 2013 roku otwarto halę widowiskowo-sportową „Pod Basztami”, która jest siedzibą
Centrum Kultury i Sportu. Na wyposażeniu obiektu znajdują się m.in. siłownia, zewnętrzny kort tenisowy o nawierzchni poliuretanowej, wypożyczalnia rowerów, boisko „Orlik” ze sztuczną nawierzchnią, boisko do piłki ręcznej. W Chęcinach działa także lokalny Teatr Grodzki „Pod Basztami” oraz Drużyna Rycerska Ziemi Chęcińskiej „Ferro Aquilae”.

## Nazwa
Nazwa notowana od 1275 roku, pierwotnie brzmiała prawdopodobnie Chęcin i oznaczała sam zamek albo samą wieś. Od XIV wieku przybrała formę liczby mnogiej, kiedy zaczęła oznaczać kilka obiektów (zamek, wieś, miasto). Nazwa Chęcin prawdopodobnie pochodzi od niezaświadczonej źródłowo nazwy osobowej *Chęta (Chęcin – własność Chęty) – którego etymologię można wiązać ze słowem chęć. Według innej etymologii nazwa powstała z pierwotnej Hanczyn(y) i nie ma nic wspólnego ze słowem chęć i rzekomą nazwą osobową *Chęta.

## Historia
Pierwsze wzmianki o Chęcinach pochodzą z 1275 roku. Miasto otrzymało prawa miejskie w pierwszej połowie XIV wieku. W 1306 roku właścicielem Chęcin oraz 11 wsi został biskup Jan Muskata, który jednak po zdradzie króla Władysława Łokietka prawo własności utracił. W 1331 roku szykujący się do wojny z Krzyżakami Władysław Łokietek zwołał na zamku w Chęcinach zjazd ziem małopolskich i wielkopolskich. Na sejmie tym wielkorządcą w Wielkopolsce ogłoszono królewicza Kazimierza. W 1387 roku na zamku więziony był brat króla Jagiełły kniaź Andrzej Garbaty.

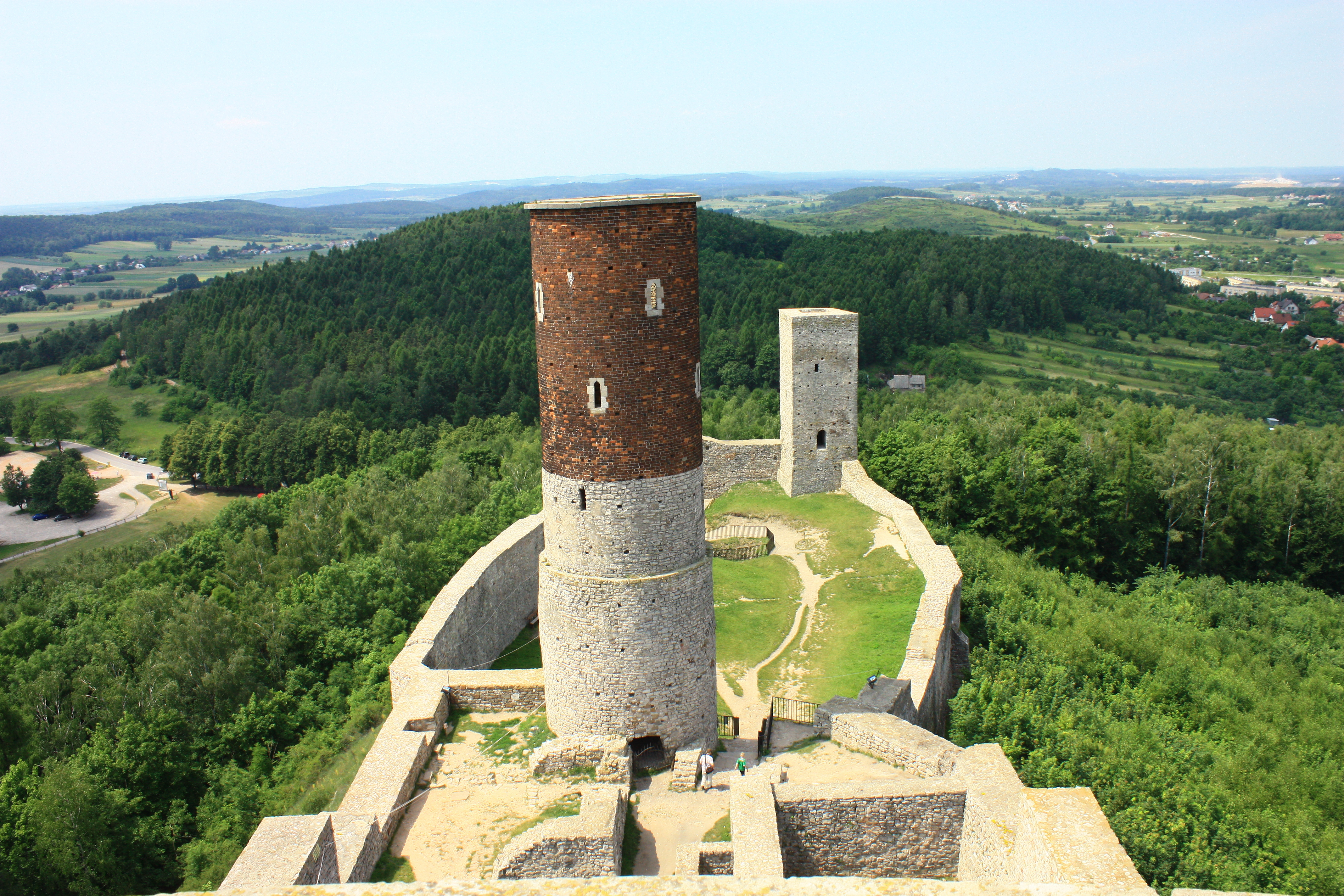
Ruiny zamku królewskiego w Chęcinach – widok z wieży

W 1465 roku miasto zostało doszczętnie zniszczone przez pożar. W tym samym roku król Kazimierz Jagiellończyk na sejmie w Kaliszu ponowił przywilej miejski Chęcin. Pierwotny dokument lokacyjny spłonął. Miasto rządziło się na prawie niemieckim. Aby podźwignąć podupadłe Chęciny w 1487 roku król nadał mieszkańcom prawo do miejscowych kopalń. W 1494 roku przywileje powiększył Jan Olbracht, urządzając prawa górnicze na sposób olkuskich. W 1507 roku Chęciny spaliły się ponownie. Prawa miejskie odnowił Chęcinom król Zygmunt I Stary. Miasto było ośrodkiem górnictwa i przemysłu sukienniczego. W Chęcinach wydobywano marmury, srebro, miedź i ołów. W drugiej połowie XVI wieku istniał tu zbór kalwiński oraz w latach 1570–1597 także zbór braci polskich. W 1597 roku Chęciny uzyskały przywilej de non tolerandis Judaeis.
W XVII wieku miasto zostało zniszczone podczas rokoszu Zebrzydowskiego. Jeszcze więcej zniszczeń przyniosły wojny szwedzkie i najazd Jerzego II Rakoczego. Miasto zostało przez wojska Jerzego II Rakoczego splądrowane i spalone 1 kwietnia 1657 roku. Przez kolejne 4 lata szerzyła się tu zaraza, która do reszty spustoszyła Chęciny. Lustracja z 1660 roku wykazała zaledwie 48 domów, z 341 znajdujących się tu przedtem. Aby podnieść miasto z upadku król Jan Kazimierz ustanowił w 1666 roku przywilej na pięć jarmarków.
W 1764 roku Chęciny przeznaczono na drugie miejsce sądów ziemskich radomskich, dla powiatów: radomskiego, opoczyńskiego i chęcińskiego. W 1795 roku miasto znalazło się w zaborze austriackim. W 1796 roku zlikwidowano powiat chęciński, a w jego miejsce utworzono powiat kielecki. W 1809 roku Chęciny znalazły się w Księstwie Warszawskim, a w 1815 roku w Królestwie Polskim. W odrodzonym w 1918 roku państwie polskim Chęciny były ośrodkiem przemysłu wapienniczego i drzewnego. W latach 1939–1945 znalazły się pod okupacją hitlerowską. Miały tu miejsce masowe egzekucje. Ludność Chęcin prowadziła działalność partyzancką.

## Historia Żydów w Chęcinach

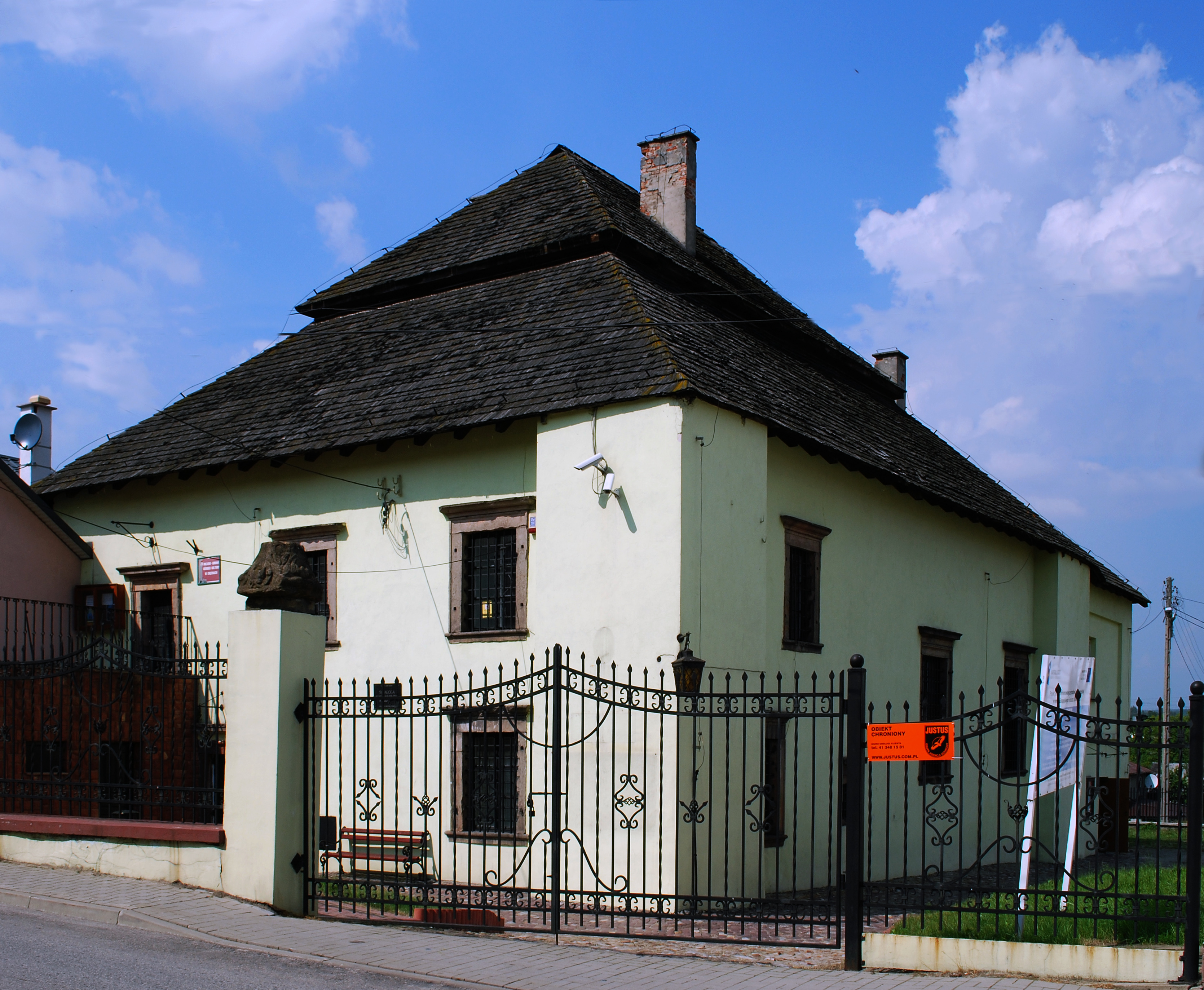
Późnorenesansowa synagoga w Chęcinach

Wzmianka o pierwszych Żydach w Chęcinach pochodzi z 1564 roku. Dopiero jednak w 1581 roku król Stefan Batory pozwolił im się osiedlać w tym mieście, co potwierdził w przywileju Zygmunt III Waza w 1597 roku. W czasie potopu szwedzkiego prawie cała gmina żydowska została wymordowana przez niekarne oddziały Stefana Czarnieckiego. W połowie XVII wieku kahał chęciński miał własnego rabina, kantora, mełameda, czynny był także żydowski szpital (od 1638 roku). W XIX wieku gmina się rozrosła, zbudowano mykwę, 6 sztybłech, dwa chedery i dom starców. W 1939 roku ludność żydowska stanowiła 56%mieszkańców Chęcin (2825 osób). W czasie okupacji istniało tu getto dla 4 tysięcy osób. 1 września 1942 roku Niemcy dokonali deportacji Żydów z chęcińskiego getta do obozu zagłady w Treblince. W marcu 1944 roku na rynku w Chęcinach żołnierze oddziału Armii Krajowej „Wybranieccy” zamordowali Icka Grynbauma dostarczającego żywność ukrywającym się w podchęcińskich lasach Żydom.

## Demografia
- Piramida wieku mieszkańców Chęcin w 2014 roku[1].

## Zabytki i atrakcje

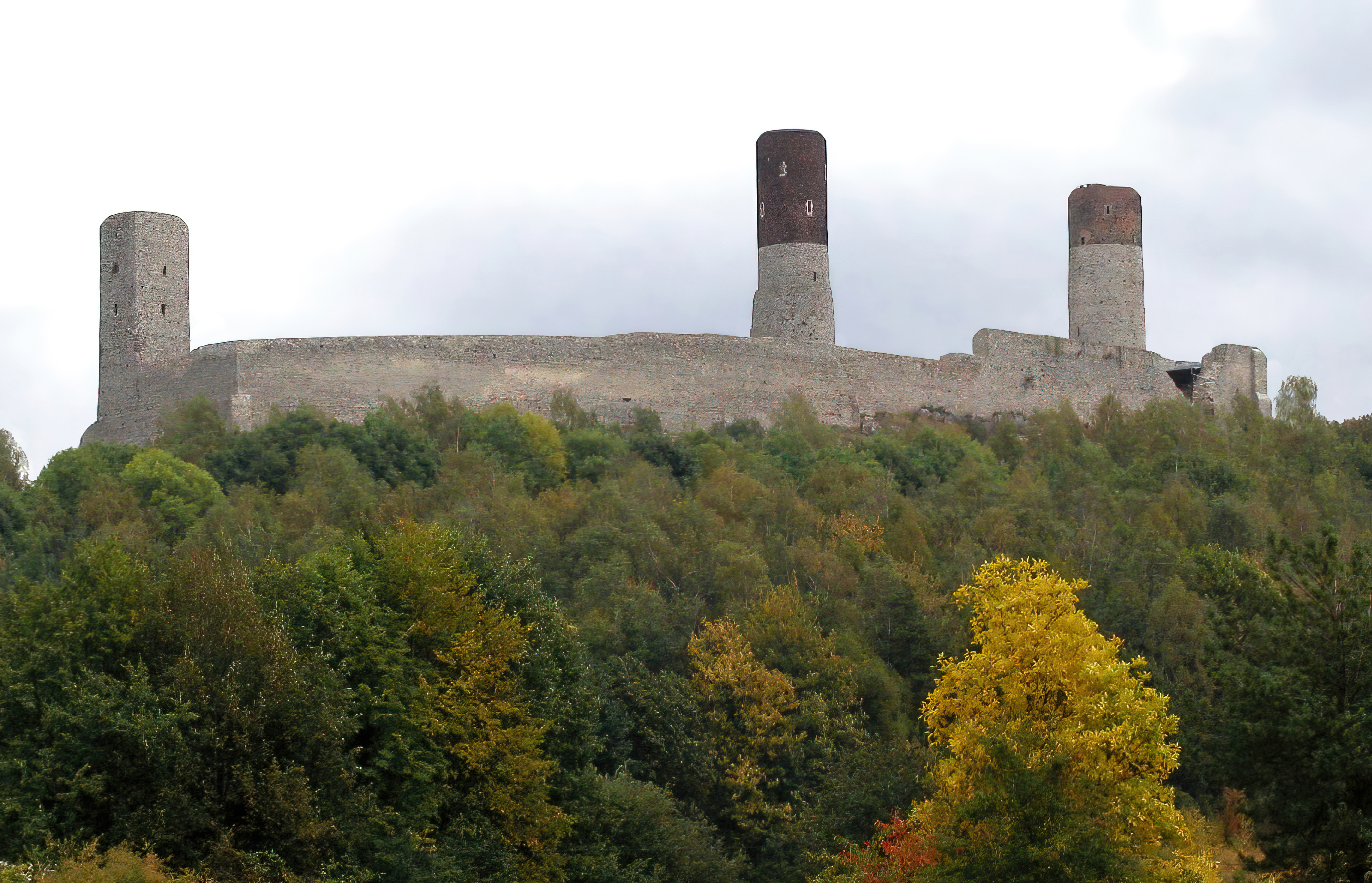
Zamek w Chęcinach

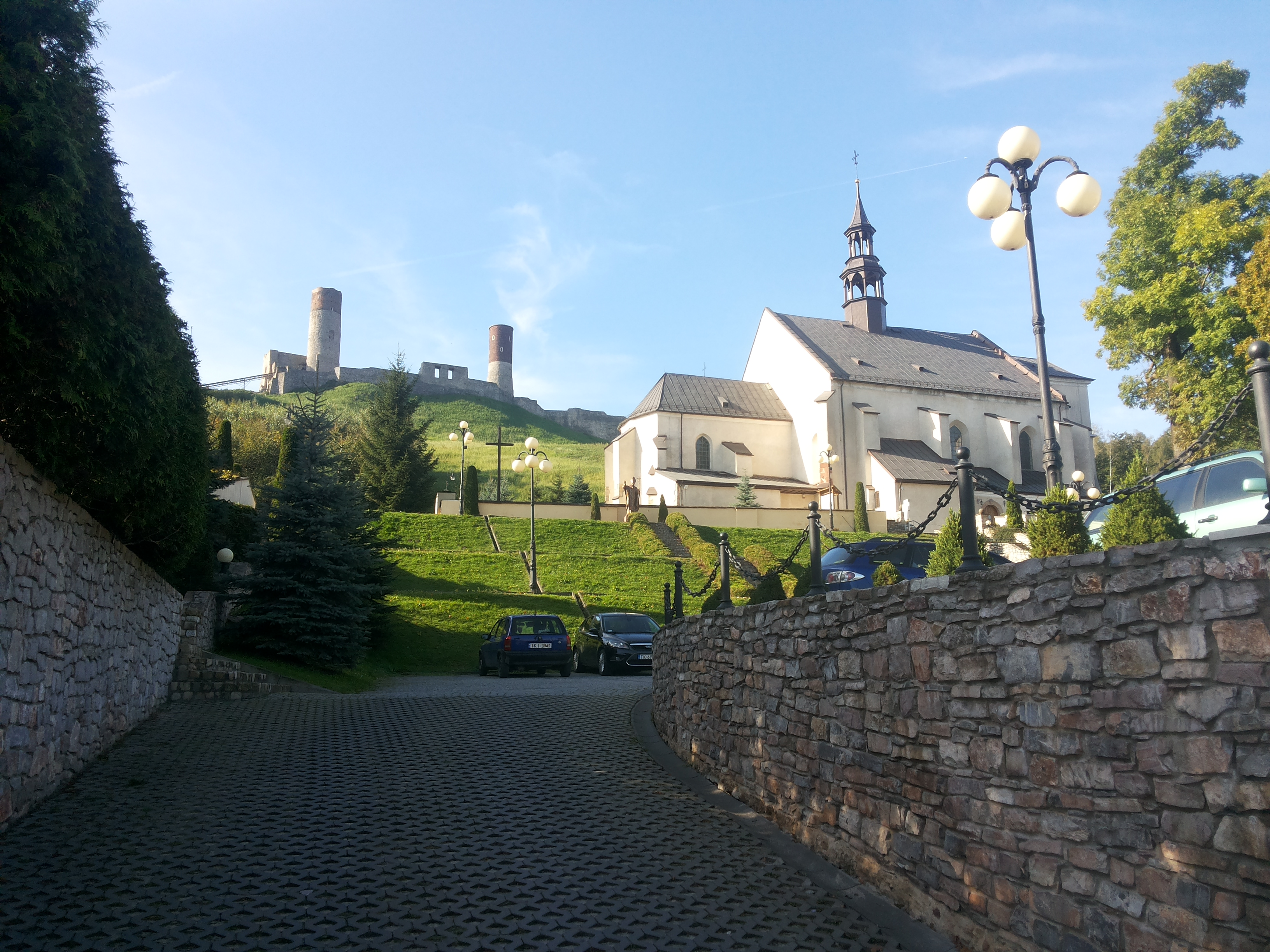
Kościół świętego Bartłomieja u stóp Zamku

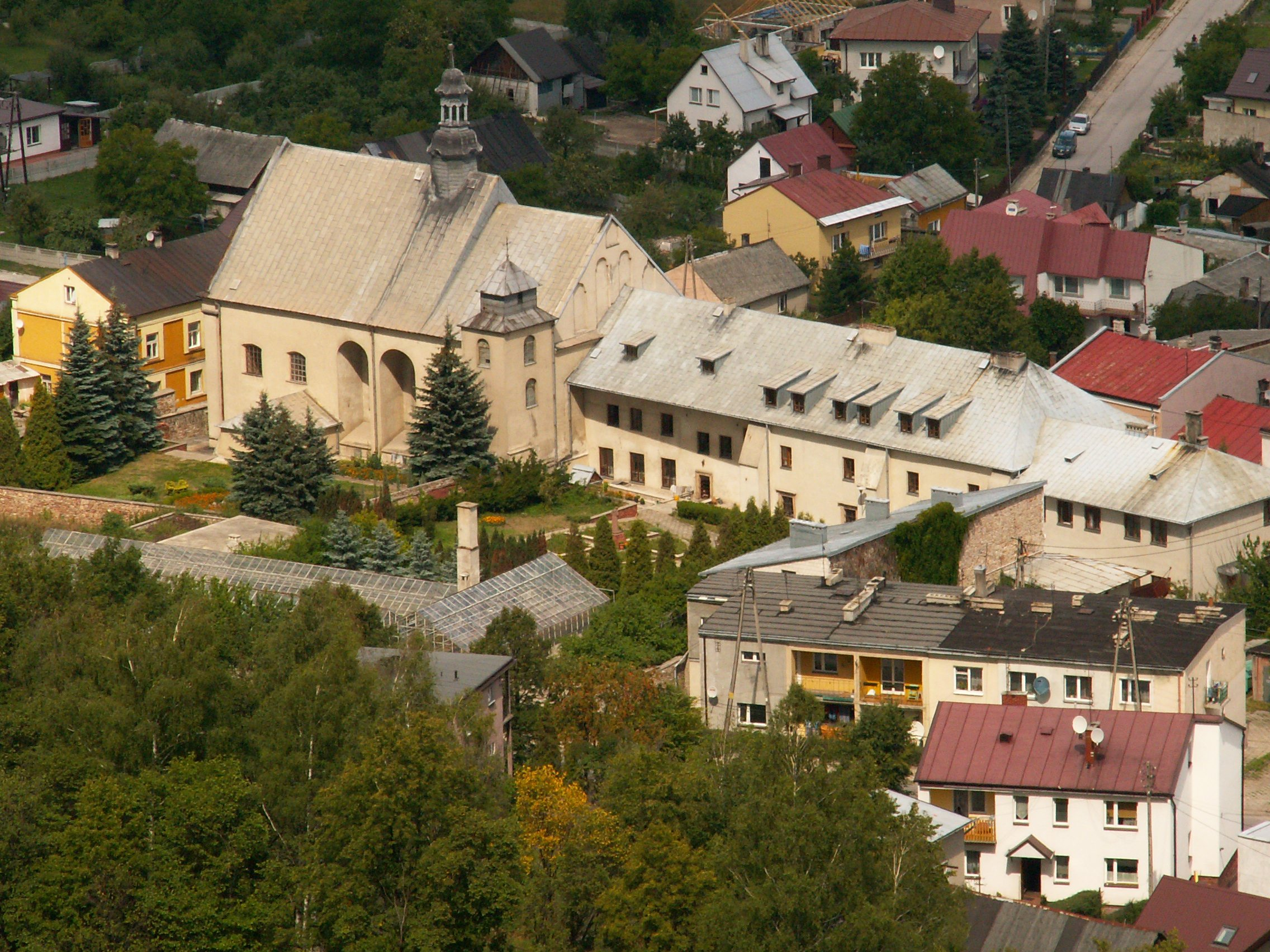
Zespół klasztorny Klarysek

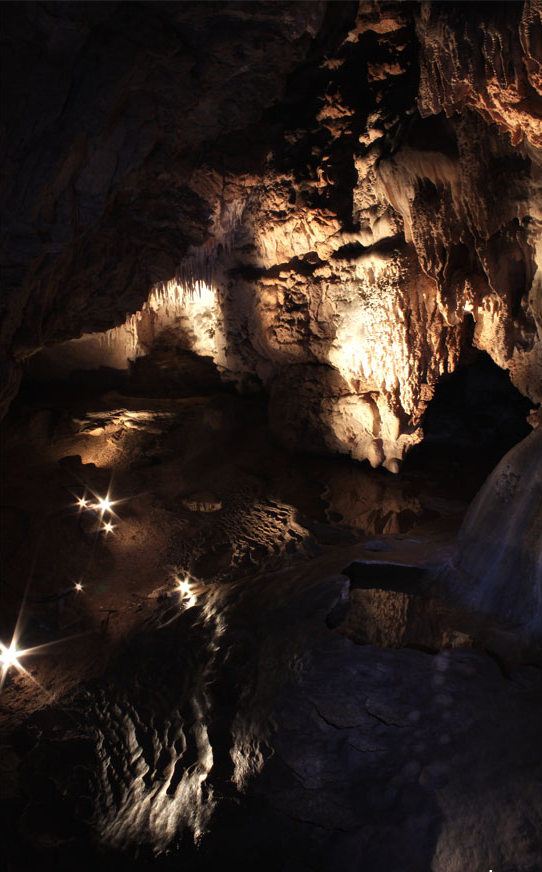
Jaskinia Raj

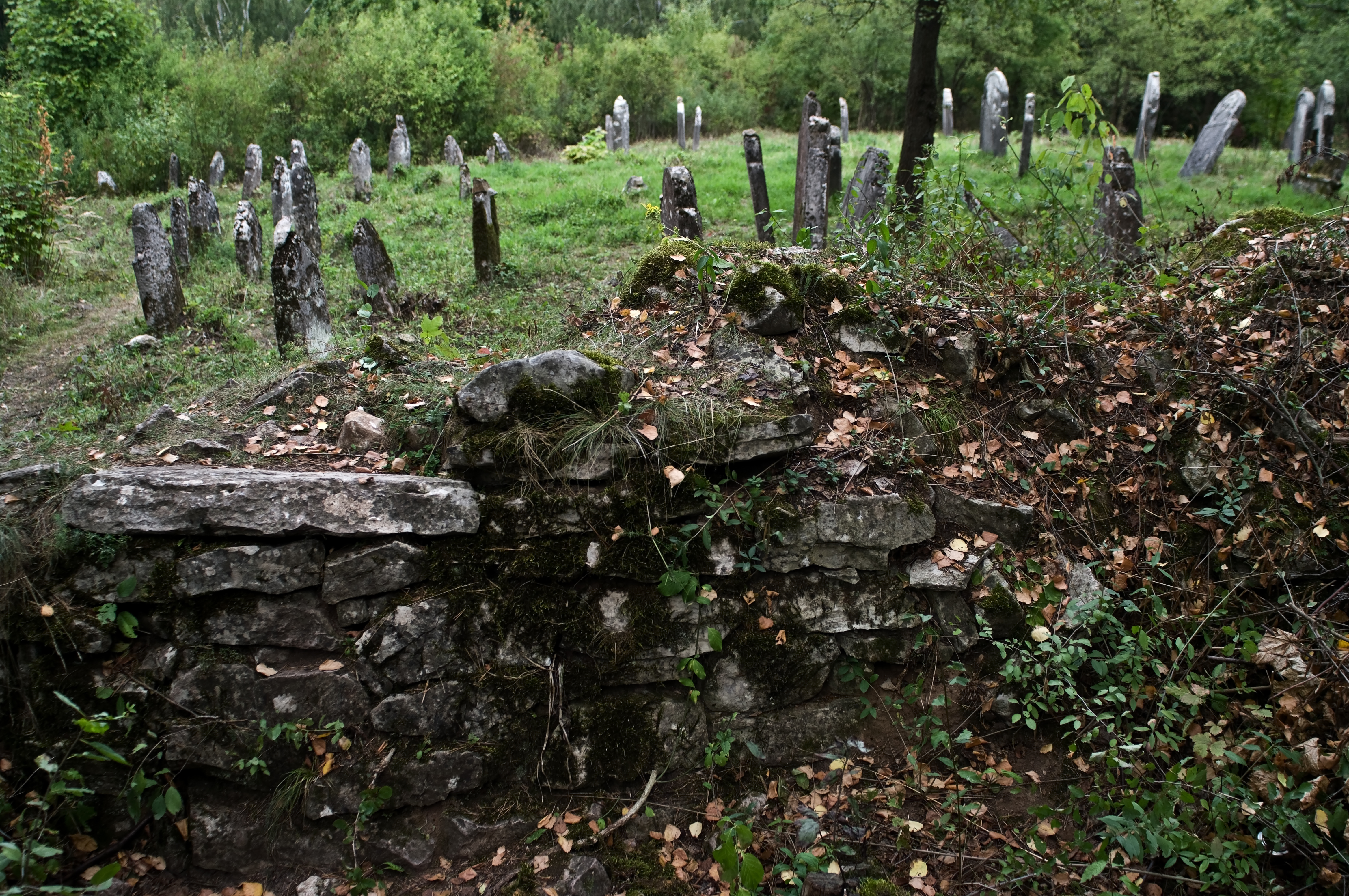
Cmentarz żydowski – widok od strony południowej

- ruiny zamku królewskiego z drugiej połowy XIII wieku – budowę fortecy rozpoczęto prawdopodobnie około 1295–1300 roku. Wówczas została zbudowana górna część Zamku, składająca się z dwóch cylindrycznych baszt obronnych i dziedzińca. Ta część Zamku została zbudowana jako część mieszkalna. Zamek posiadał swoją własną kaplicę, ulokowaną przy baszcie wschodniej. Skarbiec zamkowy był przechowywany w pomieszczeniu położonym nad kaplicą. Pewne jest, iż Zamek istniał w 1306 roku, kiedy król Władysław Łokietek ofiarował budowlę biskupowi krakowskiemu Janowi Muskacie. Rok później w pretekście wykrycia spisku przeciw królowi Zamek ponownie stał się własnością króla. W 1318 roku skarbiec Archidiecezji Gnieźnieńskiej został zdeponowany w Zamku i pozostawał chroniony przeciw wojskom Zakonu Krzyżackiego. Zamek odegrał istotną rolę jako miejsce zgromadzenia wojsk ziem małopolski i wielkopolski przed wyruszeniem w 1331 roku na Bitwę pod Płowcami z Zakonem Krzyżackim. W pierwszej połowie XIV wieku warownia została rozbudowana przez króla Kazimierza III Wielkiego. W 1576 roku zbudowano Dolny Dziedziniec z kwadratową basztą, tworząc obecny zarys Zamku. Wówczas Zamek stał się rezydencją królowej Adelajdy Heskiej. W kolejnych latach na Zamku mieszkały: Elżbieta Łokietkówna, Zofia Holszańska i jej syn Władysław Warneńczyk oraz z pochodzenia Włoszka – królowa Polski Bona Sforza. W późniejszym czasie warownia była wykorzystywana jako więzienie stanu, a lochy umieszczono pod wschodnią basztą. Pośród uwięzionych znajdowali się: Michael Küchmeister von Sternberg – przyszły Wielki Mistrz Zakonu Krzyżackiego oraz Andrzej Wingold, brat przyrodni Króla Jagiełły. Zamek na krótko odzyskał swoją świetność dzięki odbudowie poczynionej przez starostę chęcińskiego Stanisława Branickiego. Jednakże w drugiej połowie XVI wieku, Zamek zaczął popadać w ruinę. W 1588 roku sejm nakazał wyniesienie ksiąg z Zamku do kościoła parafialnego. W 1607 roku Zamek został zaatakowany i spalony przez rokosz Zebrzydowskiego. W 1657 roku Zamek został po raz kolejny podpalony i częściowo zniszczony przez wojska Rakoczego. Podczas Potopu Szwedzkiego Zamek został zniszczony i pozostaje trwałą ruiną do dzisiaj. Ruiny Zamku były wielokrotnie konserwowane. Pierwsze poważne prace zabezpieczające ruiny przed zniszczeniem były prowadzone w 1877 roku. Pomiędzy I a II wojną światową ruiny Zamku były konserwowane przez ówczesnego burmistrza miasta Chęciny – Edmunda Padechowicza. Po II wojnie światowej prowadzono kolejne prace zabezpieczające na Zamku. Odbudowano środkową basztę, a we wschodniej baszcie urządzono punkt widokowy,

- późnogotycki kościół parafialny św. Bartłomieja – gotycka murowana hala wzniesiona około 1600 roku, przebudowana w pierwszej połowie XVII wieku z manierystyczną, kwadratową kaplicą z kopułą z 1614 roku,
- dawny zespół klasztorny franciszkanów fundacji Kazimierza III Wielkiego z XIV wieku obejmujący przebudowany gotycki kościół, późnorenesansowy budynek klasztorny z kopułową kaplicą Branickich z 1640 roku, budynki gospodarcze z lat 1637–1668 oraz neoklasycystyczne,
- kościół św. Józefa i klasztor Klarysek z 1643 roku, od 1930 roku sióstr bernardynek[18],
- jaskinia Raj – wapienna jaskinia krasowa położona na terenie rezerwatu przyrody Jaskinia Raj, wyróżniająca się wyjątkowo bogatą, różnorodną i dobrze zachowaną szatą naciekową, należąca do unikatowych w Polsce obiektów krasowych,
- kamienica „Niemczówka” – to renesansowa kamienica wybudowana w 1570 roku. Jej pierwszymi właścicielami byli Walenty Września i jego żona Anna z Niemczów[19]. Budynek składa się obecnie z trzech kondygnacji: sklepionych kolebkowo piwnic, parteru i półpiętra. Posiada również obszerną sień przejazdową oraz stylowy dziedziniec. Na parterze znajduje się reprezentacyjna Sala Wielka, w której umieszczone jest trzyczęściowe okno z renesansowymi kolumnami wykonanymi z piaskowca, a także belka stropowa, na której widnieje data 1634 rok i nazwisko ówczesnego burmistrza chęcińskiego Walentego Soboniewskiego. Dzięki dotacjom z Funduszy Unijnych udało się przeprowadzić remont generalny budynku, który pochłonął ponad 2,5 miliona złotych. W wyniku remontu udało się wymienić konstrukcję dachu, zagospodarować trzy poziomy budynku i odnowić dziedziniec. W budynku znajdują się między innymi sale wystawowe, także pokoje gościnne oraz otwarte 26 października 2010 roku Centrum Informacji Turystycznej i Historycznej Gminy Chęciny,
- dawny kościół szpitalny Świętego Ducha,
- ratusz z XIX wieku,
- mykwa z XIX wieku przy ulicy Szkolnej – obecnie budynek prywatny,
- dawna późnorenesansowa synagoga z drugiej połowy XVII wieku,
- średniowieczny układ ulic i zabudowa z XVI-XIX wieku,
- cmentarz żydowski,
- Dwór starostów chęcińskich w Podzamczu,
- Aleja lipowa, której drzewa liczą ponad 300 lat w Podzamczu,

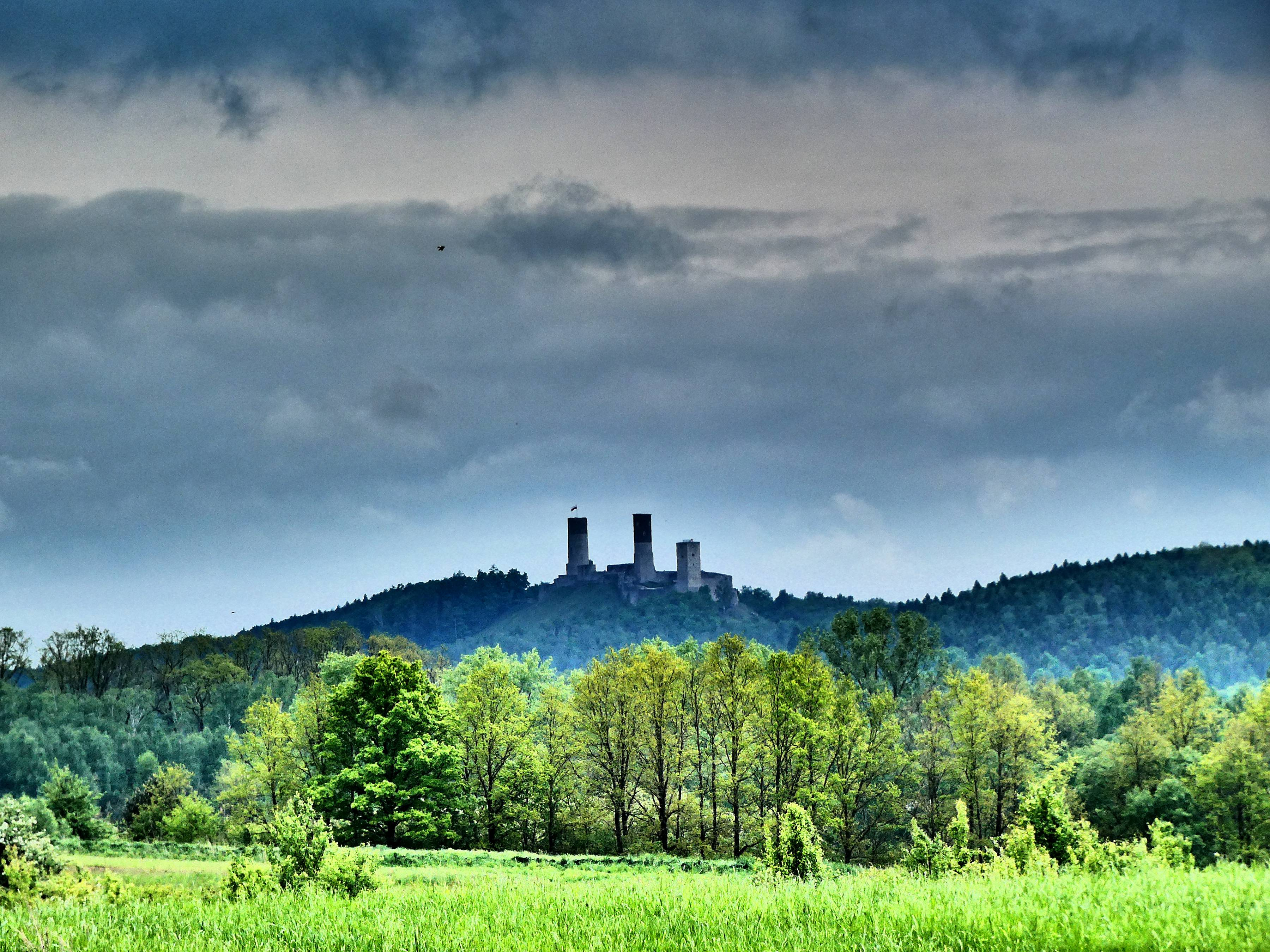

- Brama wjazdowa w stylu barokowym z końca XVII wieku w Podzamczu.

## Miasta partnerskie
- Schöneck/Vogtl[20].

## Burmistrzowie Chęcin
- Wiesław Falarowski (1990-1994)
- Marian Gruszczyński (1994-2002)
- Witold Pobocha (2002-2006)
- Robert Jaworski (2006-nadal)